# Chiesa di San Giorgio di Doncaster (Doncaster Minster)
La chiesa di San Giorgio o  Doncaster Minster (in inglese Church of Saint George; Doncaster Minster) è una chiesa di Doncaster.

## Storia
Originariamente sul sito sorgeva una grande chiesa normanna con annessa un'importante biblioteca, risalenti al XII secolo, che però furono distrutte da un incendio nel febbraio 1853.
L'attuale edificio è stato progettato dall'architetto George Gilbert Scott nel 1853, per sostituire la chiesa antica andata distrutta, e i lavori si sono protratti dal 1854 al 1858, costando circa £48 000 sterline moderne. Fu consacrata il 14 ottobre 1858 dall'arcivescovo di York, Thomas Musgrave.
La chiesa parrocchiale di San Giorgio ha ottenuto nel 2004 il titolo di Minster, propriamente monastero, ma oggi di fatto il rango più elevato nella Chiesa anglicana per una chiesa non cattedrale, non essendo praticamente più concesso il rango di collegiata dal XIX secolo quando furono abolite le giurisdizioni esenti escluse le poche già esistenti (ossia chiese palatine legate alla famiglia reale britannica e quelle legate alle Università di Oxford e Cambridge), una delle due sole chiese ad avere tale titolo nella diocesi di Sheffield.